# Mehrnbach
Mehrnbach je obec v rakouské spolkové zemi Horní Rakousy, v okrese Ried.

## Počet obyvatel
K 1. lednu 2013 zde žilo 2 285 obyvatel.

## Politika

### Starostové
Seznam starostů od roku 1730.
| - 2015– Georg Stieglmayr - 1991–2015 Peter Bahn - 1973–1991 Franz Hartl, vlg. Zaunerbauer. - 1967–1973 Johann Haginger, vlg. Burgstaller - 1949–1967 Johann Reinthaler, vlg. Wenzl - 1945–1949 Jakob Voglsberger, vlg. Meister - 1944–1945 Jakob Wimplinger, vlg. Toningbauer - 1938–1944 Max Eder, vlg. Burbauer - 1929–1938 Georg Zechmeister, vlg. Pfaffenbauer - 1924–1929 Felix Buttinger, vlg. Greiner - 1919–1924 Franz Neuhofer, Wirt - 1914–1919 Jakob Voglsberger, vlg. Meister - 1911–1914 Johann Reinthaler, vlg. Zechmeister | - 1908–1911 Jakob Voglsberger, vlg. Meister - 1905–1908 Josef Gadringer, vlg. Prost - 1902–1905 Jakob Voglsberger, vlg. Meister - 1899–1902 Georg Eder - 1896–1899 Johann Böttinger - 1893–1896 Johann Andorfer - 1890–1893 Josef Fischerleitner, vlg. Stampl - 1879 Georg Pöttinger - 1876 Johann Fischerleitner - 1870 Josef Reitter - 1867 Thomas Reinthaler - 1861 Georg Sternbauer - 1850 Josef Wiesner - 1730 Johann Neuhofer |